# آنتن یکسوساز

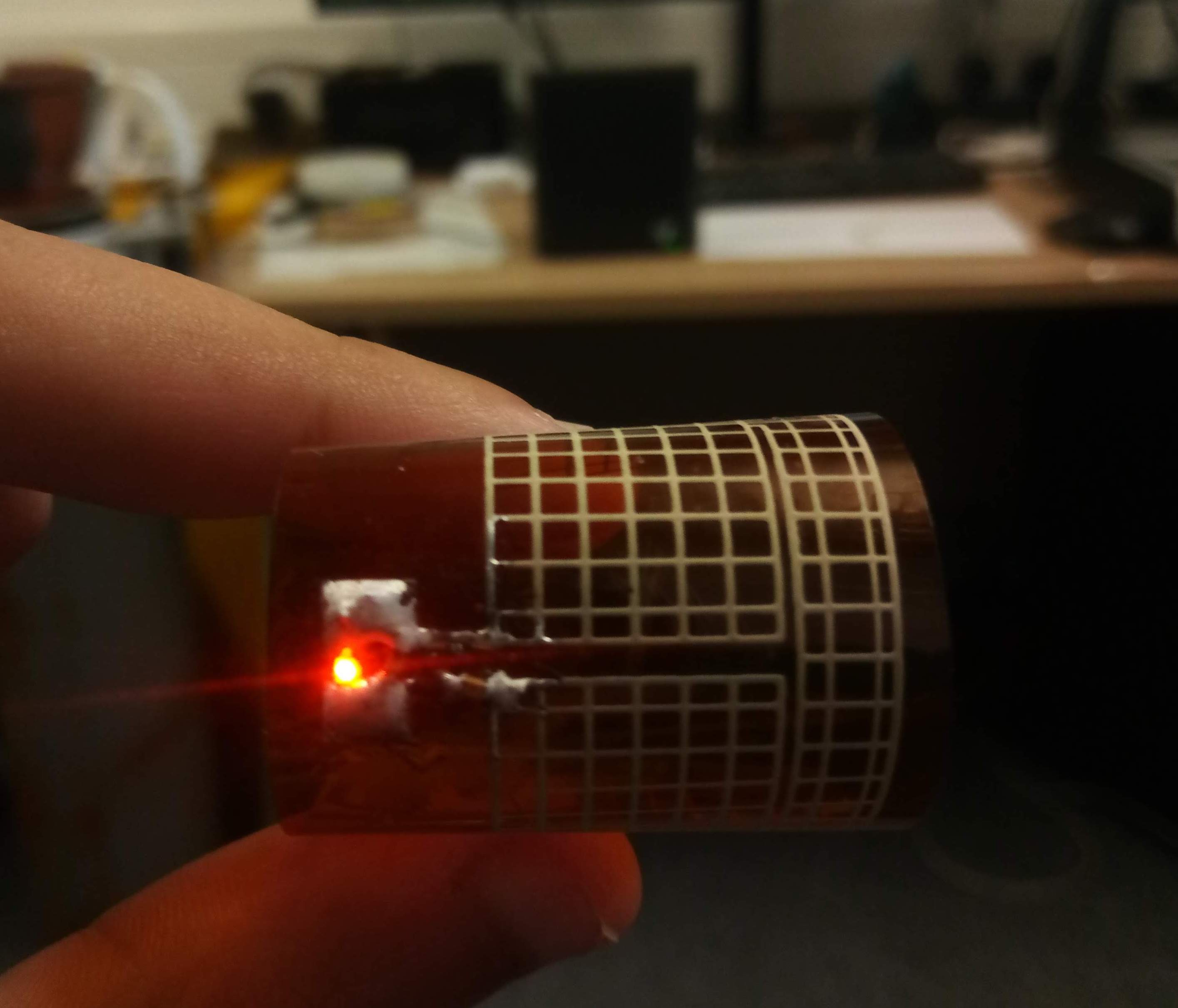
یک آنتن یکسو ساز با فرکانس 915 MHz

آنتن یکسوکننده، آنتن تصحیح کننده یا آنتن اصلاح شونده، نوع خاصی از آنتن است که برای تبدیل انرژی مایکروویو به برق جریان مستقیم(DC) کاربرد دارد. آنها در سیستم انتقال قدرت(توان) بی سیم استفاده می شوند که انتقال قدرت توسط امواج رادیویی انجام می شود. عنصر ساده ی آنتن یکسوکننده متشکل از یک آنتن دوقطبی با یک دیود RF است که در سراسر عناصر دو قطبی متصل شده است. دیود، جریان متناوب(AC) ناشی از آنتن های مایکروویو را یکسو می کند، برای تولید برق DC، قدرت بار در سراسر دیود متصل می شود. دیود شاتکی معمولاً استفاده می‌شود زیرا آنها دارای کمترین افت ولتاژ و بالاترین سرعت و در نتیجه کمترین تلفات توان به علت انتقال و سوئیچینگ هستند. آنتن های یکسوکننده بزرگ مجموعه ای از عناصر دو قطبی بسیاری را شامل می شوند. آنتن یکسوکننده را (به انگلیسی: Rectenna) می نامند که بر گرفته از عبارت(rectifying antenna) است.
آنتن یکسوساز در سال ١٩٦٤ اختراع شد و به ثبت رسید در سال ١٩٦٩ مهندس برق ایالات متحده، ویلیام سی. براون، آنتن به گونه ای نشان داده است که با یک مدل هلیکوپتر طراحی شده تا توسط مایکروویو از زمین منتقل شود و توسط آنتن یکسوکننده متصل دریافت شود. از دههٔ ۱۹۷۰ ، یکی از انگیزه های اصلی برای تحقیقات آنتن یکسوکننده به منظور توسعه یک آنتن گیرنده انرژی خورشیدی ماهواره ای پیشنهاد شده است، که می‌تواند انرژی حاصل از نور خورشید در فضا را با سلول های خورشیدی جذب کند و پرتو آن را به زمین به عنوان مایکروویو به آرایه آنتن یکسوکننده بزرگ منتقل کند. یک برنامه نظامی پیشنهاد شده است که با تقویت هواپیماهای شناسایی بدون سرنشین توسط مخابره ی امواج ماکروویو از زمین، آنها می توانند برای مدت طولانی در هوا بمانند. در سال های اخیر تمایلات به منظور استفاده از آنتن های یکسوکننده به عنوان منابع قدرت برای دستگاه های میکرو الکترونیک بی سیم کوچک تبدیل شده است. بزرگترین کاربرد آنتن های یکسوکننده در تگ های RFID، کارت های نزدیکی و کارت های هوشمند بدون تماس، که شامل یک مدار مجتمع (IC) است که توسط یک عنصر آنتن یکسوکننده کوچک طراحی شده است. هنگامی که دستگاه را در نزدیکی یک واحد کارت خوان الکترونیکی می آورند، امواج رادیویی از خواننده توسط آنتن یکسوکننده دریافت می شود، برای تأمین انرژی تا IC، داده های آن را به خواننده انتقال می دهد. 

## واژه‌نامه
1. ↑  Direct current
2. ↑  Alternating current
3. ↑  William C. Brown
4. ↑  Radio-frequency identification
5. ↑  Integrated circuit